# Ceux de Cordura
Pour plus de détails, voir Fiche technique et Distribution.
Ceux de Cordura (They Came to Cordura) est un film américain réalisé par Robert Rossen, sorti en 1959.

## Synopsis
Fin 1916, des escarmouches ont lieu à la frontière mexicaine entre l’armée américaine et des groupes de révolutionnaires. À la veille de l’entrée en guerre en Europe, le major Thorn (Gary Cooper) a pour mission de distinguer, sur le terrain, cinq soldats pour leur bravoure au combat. Le colonel Rogers (Robert Keith) sait que Thorn a flanché lors d’une bataille, mais veut l’aider à se racheter. Une fois les cinq hommes choisis, Thorn doit les ramener pour recevoir la médaille d’or du Congrès, en compagnie d’une américaine (Rita Hayworth) accusée d’aide aux Mexicains. Au cours de leur longue route, les héros vont montrer un autre visage, alors que Thorn tâche de mener sa mission sans faillir cette fois.

## Accident de tournage
Lors du tournage de ce film, un câble censé retenir un chariot de train a cédé, ce qui a précipité le chariot sur les acteurs. Tous ont pu s'enfuir, sauf Dick York, qui a reçu le chariot en question sur lui. Cet accident est la cause de ses graves problèmes de dos et de santé qui suivirent, tout au long de sa vie, ce qui le poussera notamment à renoncer à son rôle de Jean-Pierre (Darrin en VO) à la fin de la saison 5 de Ma sorcière bien-aimée.

## Fiche technique
- Titre : Ceux de Cordura
- Titre original : They Came to Cordura
- Réalisation : Robert Rossen
- Scénario : Ivan Moffat (en), Robert Rossen d'après le roman de Glendon Swarthout
- Production : William Goetz
- Sociétés de production : Baroda Productions et Columbia Pictures
- Musique : Elie Siegmeister
- Photographie : Burnett Guffey
- Montage : William A. Lyon
- Décors : Cary Odell et Frank Tuttle
- Costumes : Jean Louis
- Directeur artistique : Cary Odell
- Distribution : Columbia Pictures
- Pays d'origine : États-Unis
- Langue : anglais
- Format : CinemaScope Couleur (Eastmancolor) - Son : Mono (RCA Sound Recording)
- Genre : Western
- Durée : 123 minutes
- Date de sortie :
  -  États-Unis Juin 1959
  -  États-Unis 21 octobre 1959 à New York
  -  France : novembre 1959
- Affiche : Jean Mascii (France)

## Distribution
- Gary Cooper (VF : Marc Valbel) : major Thomas Thorn
- Rita Hayworth (VF : Denise Roy) : Adelaide Geary
- Van Heflin (VF : Serge Nadaud) : sergent John Chawk
- Tab Hunter (VF : Bernard Woringer) : lieutenant William Fowler
- Richard Conte (VF : Bernard Noël) : caporal Milo Trubee
- Michael Callan (VF : Michel Cogoni) : 2de classe Andrew Hetherington
- Dick York (VF : Jacques Marin) : 2de classe Renziehausen
- Robert Keith (VF : Abel Jacquin) : colonel Rogers
- Carlos Romero (en) : Arreaga
- James Bannon : capitaine Paltz
- Edward Platt (VF : Georges Hubert) : colonel DeRose
- Maurice Jara (VF : Michel Gudin) : fédéral mexicain
- Sam Buffington (VF : Marcel Painvin) : M. Kinglake, correspondant du New York World
- Arthur Hanson (VF : Jean Berton) : M. Dyson, correspondant du Sun

## Critiques
- « Western un peu décevant car Rossen est trop intelligent pour accepter les règles du genre, et le film en souffre[1]. »
- « Après un excellent morceau de bravoure – l'attaque du ranch – le film situe chaque personnage du petit groupe par rapport aux questions du courage et de la lâcheté. Chaque réplique, chaque réaction, chaque incident de route est là pour approfondir ce problème sans rien négliger d'une progression dramatique constante qui atteint, à la dernière scène, une intensité extraordinaire[2]. »